# Лейцит
Лейцит (др.-греч. λευκός — светлый) — породообразующий минерал магматического происхождения, подкласса каркасных алюмосиликатов, фельдшпатоид. 

## Общая информация
Название получил в 1701 году за цвет кристаллов, хотя был известен и ранее.
Кристаллизуется при высоких температурах в кубической сингонии, при остывании переходит в тетрагональную модификацию. Образует характерные кристаллы в форме тетрагонтриоктаэдров или икосаэдров, иногда также встречается в виде зернистых агрегатов и вкраплений.
Состав (%): K2O — 20,59; Al2O3 — 23,22; SiO2 — 56,10.
Лейцит — типичный высокотемпературный минерал, образующийся только в эффузивных и субвулканических породах, богатых калием, при застывании бедных кремнезёмом лав.
Лейцит можно спутать с гранатом.

## Месторождения
Встречается в вулканических породах в Италии (в регионе Лацио — Ариччия, в регионе Кампания — Роккамонфина, Везувий, где в основном находят белые непрозрачные кристаллы до нескольких сантиметров в диаметре), Германии (в лавах массива Эйфель), США, Канаде, Уганде, Конго, Франции, Великобритании, Армении, Казахстане, России (Восточная Сибирь), Польше (Судеты).

## Применение
Минерал используется в производстве калийных удобрений. Высоко ценится коллекционерами (особенно ценятся кристаллы из Колли Альбани). Иногда используется в стоматологии в качестве добавки в керамику и для изготовления ювелирных изделий.